# Апряткин, Семён Семёнович
Семён Семёнович Апря́ткин (27 апреля 1911, Баку — 12 февраля 1977, Москва) — советский партийный и хозяйственный деятель, нефтяник. Герой Социалистического Труда. Лауреат Сталинской премии второй степени.

## Биография
Родился 14 (27) апреля 1911 года в Баку (ныне Азербайджан). По национальности русский.
С 1934 года работал в нефтяной промышленности, был инженером, начальном отдела капстроительства, заведующим конторой, главным механиком треста, начальником технического отдела. В 1936 году Апряткин окончил Азербайджанский нефтяной институт, после чего работал управляющим бакинского треста «Лениннефть». В 1940—1946 годах он занимал должности начальника «Майкопнефтекомбината», управляющего кокандским трестом «Калининефть», директора Краснодарского нефтекомбината.
В 1946 году Апряткин был назначен начальником объединения «Грознефть» в городе Грозном.
Член ВКП(б) с 1948 года. В 1957—1958 годах был первым заместителем председателя совнархоза ЧИАССР, в 1958—1966 годах — секретарём, с января 1966 по июль 1975 года — первым секретарём Чечено-Ингушского обкома КПСС.
В 1966—1971 годах — член ЦРК КПСС. В 1971—1976 — кандидат в члены ЦК КПСС.
В июле 1975 года вышел на пенсию. Проживал в Москве. Умер 12 февраля 1977 года, похоронен на Троекуровском кладбище.
Депутат Совета Национальностей ВС СССР 7—9 созывов (1966—1977) от Чечено-Ингушской АССР. В Верховный Совет 9-го созыва избран от Старопромысловского избирательного округа № 671 Чечено-Ингушской АССР, член Мандатной комиссии Совета Национальностей.

## Награды и премии
- Герой Социалистического Труда (8 мая 1948 года) — за выдающиеся заслуги в деле увеличения добычи нефти, выработке нефтепродуктов, разведке новых нефтяных месторождений и бурения нефтяных скважин[1].
- Сталинская премия второй степени (1949) — за открытие и разведку нефтяного месторождения
- четыре ордена Ленина
- медали[1].